# Gyrinocheilus pennocki
Gyrinocheilus pennocki is een straalvinnige vissensoort uit de familie van de algeneters (Gyrinocheilidae). De wetenschappelijke naam van de soort is voor het eerst geldig gepubliceerd in 1937 door Fowler.